# Claudiu Iordache
Claudiu Iordache (n. 3 noiembrie 1942, București, România – d. 20 noiembrie 2021) a fost un om politic român, membru fondator al Frontului Democratic Român, deputat de Timiș în legislatura 1990-1992, scriitor, poet, dramaturg, eseist, membru al Uniunii Scriitorilor.

## Studii
Institutul Politehnic din Timișoara (studii întrerupte)
Facultatea de Istorie - Universitatea Craiova (licențiat)

## Activitate profesională
- Redactor publicația „EXPRES”, publicist, editor senior (1993)
- Editor-Senior „PRIVIREA” (1996)
- Director editorial revista „LUMEA MAGAZIN” (1998)
- Director publicația „OPINII PARALELE” (1998)
- Șef de Secție „CURENTUL” (1999)
- Redactor-Șef publicația „REPUBLICA” (2005)
- Director general al INSTITUTULUI REVOLUȚIEI ROMÂNE DIN DECEMBRIE 1989 (2004-prezent)

## Activitate politică
A participat la Revoluția Română din 1989, fiind membru în Comitetul Revoluționar înființat în balconul Operei din Timișoara. În 1990 a aderat la Frontul Salvării Naționale, fiind primul președinte al acestui partid politic în județul Timiș și vicepreședinte la nivel național.
A fost membru fondator al Frontului Democratic Român, primul partid antitotalitar din România, înființat în 20 decembrie 1989 în balconul Operei din Timișoara, în zilele Revoluției Române.
Membru Consiliul Provizoriu de Uniune Națională, Timiș (1990)
Parlamentar în Adunarea Constituantă (deputat) (1990-1992)
Vicepreședinte Comisia de cultură a Camerei Deputaților (1990-1991)
Președintele Comisiei de prietenie România-Franța (1990 -1991)
Prim-vicepreședinte Frontul Salvării Naționale (1990 -1991)
Membru fondator al partidului „Convenția Solidarității Sociale” (1992)
Președinte Partidul „A Treia Forță” (1995)
Consilier de Stat la Președinția României (2004)
Nu a fost membru PCR
Nu a fost membru al niciunui partid politic
A fost anchetat de Securitate între anii 1972 și 1973, conform dosarului CNSAS cu numărul 180609

## Distincții și premii obținute
- Literatura SF: premiul I și III, anii: 1977/1978
- Medalia „Revoluția Română din Decembrie 1989” (1991)
- Premiul UNITER: Un Tomis Întârziat (regia Adrian Pintea), premiul II pentru Teatru Radiofonic (1994)
- Diploma și Medalia Aniversară „10 ani de la Revoluția Română” (1999)
- Ordinul „Victoria Revoluției Române din Decembrie 1989” (2004)
- Ordinul Național „Serviciul Credincios” în grad de Cavaler (2004)
- Cetățean de onoare al orașului Timișoara (2014)

## Activitate literară

### Lucrări publicate
- Unde. Ce. Când – poezie, Editura FACLA, 1990
- Iisus s-a născut la Timișoara: decembrie '89, Editura HELICON, Timișoara 1994
- România pierdută – eseu, Editura IRINI, 1995
- Diamantul de gheață – roman, Editura IRINI, 1997
- Singur între români – memorii, Editura IRINI, 1997
- Clasa nevrednică – eseu, Editura IRINI, 1997
- Fata și moartea – poezie, Editura IRINI, 2001
- Polul de putere – eseu, Editura IRINI, 2002
- O Românie de câștigat sau O națiune în descompunere : (elegie pentru generația mea) – eseu, Editura IRINI, 2006
- Homo Europaeus – poem, Editura IRINI, 2006
- Homo Posteritas – eseu, Editura IRINI, 2008
- Egeea. Peloponez – poeme, Editura IRINI, 2009
- Securitatea - Confiscarea unei națiuni – eseu, Editura IRINI, 2009
- Grec – poem, Editura IRINI, 2010
- Agonia postdecembristă : 1989-2009 – publicistică, Editura IRINI, 2010
- Revolutia românilor : sfârsit de poveste – eseu, Editura IRINI, 2010
- Apocalipsa după Cioran – eseu, Editura IRINI, 2012
- România la asfințit – eseu, Editura IRINI, 2013
- Nervurile transparenței – poeme, Editura IRINI, 2013
- Omul de mlaștină – eseu, Editura IRINI, 2013
- Anul 1989 – eseu, Editura IRINI, 2015
- Românul frumos : omul românesc, 1990-2016 – eseu, Editura IRINI, 2016
- O revoluție eșuată – eseu, Editura IRINI, 2019
- Revoluția celor uciși. 1989 – eseu, Editura IRINI, 2021
- Arcadia există! – poezie, Editura IRINI, 2021

### Activitate teatrală
- Cine aprinde stelele - Teatrul Baia Mare[4]
- Într-un Tomis întârziat; Teatru Radiofonic - Nominalizat UNITER, 1994
- Urma - Teatru Radiofonic

### Activitate publicistică
Texte publicate - editorial / analiză politică: Orizont, România Literară, Luceafărul, Facla, Vatra, (anterior lui 1989), Dimineața, Azi, Ziua, România Liberă, Expres, Privirea, Curentul, Caiete Critice, Glasul Națiunii (Basarabia), Lumea Magazin, Dosarele Istoriei, Caietele Revoluției.

## Aprecieri critice
1. Academician Florin Constantiniu: „Claudiu Iordache este cea mai curată conștiință în România de astăzi; o conștiință exemplară, dublată de o luciditate care, dată fiind lumea în care trăim, nu poate fi decât dureroasă. Claudiu Iordache a preferat să rămână singur, dar să stea drept: drept față de el, drept în fața oamenilor, drept în fața lui Dumnezeu!
„De netăgăduit, politica, în România, este sugativa abjecției! Ea absoarbe în mod egal josnicia ascunsă și nemernicia pe față”. Aceste rânduri le-am întâlnit în cartea sumbră a lui Claudiu Iordache, O Românie de câștigat, dar a cărei foaie de titlu (și ea este luată în considerație de bibliografii avizați!) adaugă celor de pe copertă: “sau O națiune în descompunere (Elegie pentru generația mea)” (București, Ed. IRINI, 2006).
De pe coperta a treia, unde sunt prezentate și alte cărți ale lui Claudiu Iordache, culeg aceste caracterizări sau recomandări: “România pierdută (1995) reia tradiția eseistică interbelică printr-o constatare a cărei amărăciune lasă în urmă până și cele mai dureroase afirmații ale lui Emil Cioran” (Dicționarul General al Literaturii Române, 2005); “Singur între români” (1997). Editura IRINI recomandă această confesiune dură, la limita insuportabilului”.
Ca și cele două cărți citate, ca și Clasa nevrednică (1997), și O Românie de câștigat este scrisă în tonalități întunecate. Este Claudiu Iordache un pesimist de profesie, afectând tragisme de ocazie pentru a-și defini un statut specific? Categoric, nu! Claudiu Iordache este cea mai curată conștiință în România de astăzi; o conștiință exemplară, dublată de o luciditate care, dată fiind lumea în care trăim, nu poate fi decât dureroasă. S-ar putea spune că el, autorul României de câștigat, se înscrie într-o ecuație: onestitate + realism = pesimism.
Cartea lui Claudiu Iordache oferă o imagine pe cât de fidelă, pe atât de deprimantă a României de azi. Autorul și-a asumat misiunea de a spune adevărul; a simțit că are datoria de a prezenta realitatea așa cum este. Iată o mostră: “Dar cineva trebuie să spargă liniștea fățarnică în care “raiul” românesc, corupt de sus și până jos, se scufundă! Furturile nu mai contenesc, abuzurile iau sângele unei economii însuflețite de turme de păguboși, în timp ce demnitarii țării, ermetic refractari la datele adevărului, rostesc discursuri contra furturilor și abuzurilor. Aceasta, se pare, este ultima tehnică, de a fura cu mâinile ceea ce cu vocea continui să aperi cu vehemență. Criminalii în biserică fac cruci largi în timp ce răstignesc România” (p. 158).
Biografia lui Claudiu Iordache conferă opiniilor sale o deosebită semnificație. A fost unul din conducătorii Revoluției din Decembrie 1989, la Timișoara, numărându-se printre fondatorii Frontului Democratic Român. Omul care a înfruntat aparatul represiv al vechiului regim a rămas, în următorii 16 ani, un marginal. Probabil că dacă ar fi fost, spre exemplu, nepotul Ghizelei Vass, membru al CC al PCR/PMR, șefă a Secției de Relații Internaționale a partidului, și finul primului ministru Călin Popescu Tăriceanu – adică, dacă ar fi fost trăsătura de unire dintre vechea și noua nomenclatură – ar fi ajuns, ca domnul Bogdan Olteanu, președintele Camerei Deputaților, așadar, al treilea om în stat. Dar, nu! Claudiu Iordache nu are un asemenea pedigree politic și nici nu a vrut să-l suplinească intrând în tot felul de coterii politice sau grupuri afaceriste, a căror ascensiune și al căror profit s-au înfăptuit pe seama și în dauna acestei nenorocite țări. Rămas în afara relațiilor clientelare de tot felul (politice, economice, culturale), Claudiu Iordache este un izolat și, practic, un necunoscut. La cărțile lui nu se fac lungile cozi ca la volumele “boierilor minții”, pentru că nu se găsesc publicațiile, recenzenții și moderatorii TV care să înalțe osanale snoabe sau de comandă. Claudiu Iordache a învățat lecția: “Dacă nu ești agreat de sistem, tot ce întreprinzi este sugrumat într-o tăcere înfricoșătoare” (p. 16).
La 16 ani de la căderea regimului comunist, România n-ar fi în coada Europei dacă națiunea care o populează n-ar fi intrat într-un proces de descompunere. Nu putem spune că tot ce este rău în neamul românesc s-a strâns în clasa politică, iar ceilalți – massa – sunt buni și vrednici. Clasa politică este o parte a națiunii și oglinda ei. Cum sunt ei, suntem și noi. Dacă am fi altfel, națiunea ar cere socoteală acestor “reprezentanți”, care o înșeală de 16 ani. Ea însă tace și îndură. Îndură cu răbdarea animalului biciuit, care nu schițează nici o mișcare de împotrivire. Puterile au părăsit națiunea română, și ea nu mai este însuflețită de vreun ideal. Practic, a ieșit din istorie. Cum se spune popular, face umbră degeaba pământului.
Claudiu Iordache mai speră: “Mândria de a aparține neamului meu nu s-a stins”, scria el în 1997. Și astăzi, cu toate constatările, cu toate dezamăgirile, mai crede că este “o Românie de câștigat”, o Românie așa cum i s-a înfățișat ea în Bucovina (subtilă observația: “Nu întâmplător, răul românesc s-a născut la câmpie. Cu cât urci mai departe pe tâmpla României, cu atât picioarele îi par mai neatinse de glod”, p. 189).
Când s-a lansat cartea la Librăria “Mihail Sadoveanu” din Capitală, am citat, în cuvântul meu, formula lui Antonio Gramsci: “Pesimismul rațiunii, optimismul voinței”: cu cât mintea îți arată că totul merge prost și totul este potrivnic, cu atât dorința trebuie să se încordeze pentru a continua lupta. Atunci, în prezența lui Claudiu Iordache – pentru care respectul meu este nemărginit – am spus că sunt gata să devin un soldat sub drapelul lui.
Poate sunt prea bătrân, prea bolnav și prea scârbit, dar acum, scriind aceste rânduri, nu mă mai simt în stare să onorez promisiunea făcută. Nu cred că mai există “o Românie de câștigat”: există “o națiune în descompunere”, cu o agonie oribilă și degradantă. De s-ar încheia mai repede, ar fi spre folosul tuturor.”
2. Criticul Valeriu Cristea: „Nu m-am mirat când am aflat că domnul Claudiu Iordache, unul dintre cei mai cunoscuți oameni politici ai României noi, participant la Revoluția de la Timișoara, printre ai cărei lideri s-a numărat, este și scriitor: poet, romancier și nu în ultimul rând dramaturg, cu numeroase volume depuse la diferite edituri, cu câteva piese “în lucru” la teatre din București și provincie. Doamnele Magdalena Popescu Bedrosian și Ludmila Patlanjoglu, care au avut prilejul să parcurgă unele din manuscrisele sale, mi-au vorbit elogios despre ele. Ce a publicat dl. Claudiu Iordache până la Revoluția din Decembrie 1989, sau dacă a publicat ceva, nu știu. Se pare că a debutat, ca poet, în unul din acele aberante volume colective, de tristă amintire, impuse tinerilor scriitori în ultimii ani ai dictaturii. După prăbușirea acesteia – prăbușire la care a contribuit direct – și după abolirea cenzurii, d-lui Claudiu Iordache i-a apărut doar o singură carte, în toamna lui 1990, la editura “Facla”, culegerea de poezii intitulată “Unde, ce, când…”, de care ne vom ocupa imediat. Spuneam că nu m-am mirat aflând că dl. Claudiu Iordache, politehnician și nu filolog ca formație, este scriitor, artist. Printre oamenii politici de orice culoare de la noi el face o figură aparte. Pare prea bun pentru această lume, prea nobil. Și totuși, cât ne-am dori ca politica să fie dominată de asemenea oameni!
Îl consider pe dl. Claudiu Iordache un om fericit. Pentru că în plină maturitate, la cumpăna vieții, a avut șansa (da, e vorba și de o șansă aici!), inspirația și, desigur, curajul – la care cu toții am visat dar pe care puțini dintre noi au izbutit să-l transforme când a fost nevoie din dorință în faptă – de a sta, la propriu, cu pieptul gol în fața armelor într-un ceas hotărâtor al istoriei noastre. Poate tocmai de aceea, mărturisesc că am deschis cartea de poeme a d-lui Claudiu Iordache cu o anumită teamă. Câte calități poate avea un om, cât de dăruit poate fi el? M-am liniștit însă repede și m-am bucurat constatând că autorul lui “Unde, ce, când…”, este un poet adevărat, cu o personalitate distinctă, cu un univers propriu. Volumul conține versuri frumoase, nu puține memorabile. Ca poet, dl. Claudiu Iordache e un meditativ, un melancolic, un discret, un delicat: “…fumul nărilor subțiri dă/ de gol ascunzătorile/ căprioarei”, scrie de pildă admirabil autorul, simulând un fel de raționament cinegetic la capătul căruia se află, în chip de pradă, puritatea, una din ipostazele ei; sau: “În turnul parfumat/ al țigării/ se rotește/ balerina / de jad”. Cuvântul-cheie, și probabil cel mai frecvent folosit în volum, este transparență: “transparență peste transparență, până la întunecarea ușoară a ideii de lume!”; realist-socialistele macarale “transportă/ mari bucăți de transparență pe deasupra clădirilor” etc. Încercând să capteze “puținele graiuri ale/ înaltului”, poetul urcă piscurile romanticilor, practică reflecția alpină, de sus, simte “spinul de lună” înfigându-i-se cristic în frunte sau vede de aproape, ca într-un coșmar, cum “pe obrazul lunii/ a început să curgă/ emoția”. Statura poetică înaltă a autorului, de “salcâm înnegurat la capătul câmpului”, mersul pe catalige, cu capul în nori nu-l împiedică însă pe acest cugetător grav și visător solitar să înregistreze cu o surprinzătoare atenție viața “mică” a cotidianului urban, de periferie mai ales, amestecat cu destule elemente rurale (felinarele ori fitilele de lămpi țărănești sau vitele, a căror răsuflare “aburește cerul”), ca și viața, de asemenea mică, a naturii, cu umilele ștevii și lucerne, cu grauri și vrăbii. “La marginea orașului, podoaba/ vieților simple…”; poetul evocă în special, după cum am spus, “cartierul periferiei” “calea ferată”, “raiul râpelor”, modestia “căsuțelor ieftine”, ori “casele cu/ acoperișuri înclinate,/ pe care curge uzura”, acoperișuri de șindrilă sau țiglă, “fumurile de amiază”, “curtea de jos”, imaginea unui “muncitor ce întoarce înserarea/ acasă pe bicicletă” sau a bisericilor pustii, “atât de aglomerate de absențe”: “M-am trezit în zori, odată cu/ strigătul sugarului gazdei. Acum scâncește; fragil e/ drumul spre o mulțumire/ ce încetează curând! Am găsit pe masă o cană cu/ lapte și pulberea fină a/ nopții pierdute în lume”. Alteori orașul e văzut “din avion”: “S-a înseninat, orașul e/ sus pe dealuri” sau auzit din mijlocul lui : “orașul sâsâie ca o gâscă”; într-o apariție unică, fata cu cârlionți, “atât de șlefuită de frumusețe”: “O arsură a seninului, sub/ cerul înnourat, a făcut să/ învie, pe asfalt, umbra/ fetei cu cârlionți: e/ atât de șlefuită de fru-/ musețe încât pare un/ porțelan, o pictură/ sidefie pe transparență!”. De la semeția filozofării poetul se apleacă până la bătrânii ce “își ascund bronșitele sub fulare”, la “măruntele deprinderi ale celor abia treziți”, la măturătorii matinali, ai “zilelor explodate”, la “privirea căluțului de trăsură”: “Dar nu/ mă sperie decât deșertul/ ce se întinde în privirea/ căluțului de trăsură, în/ care se sbicește încet/ lumina lumii din urmă!”. În ciuda “atâtor/ calendare cedate (s.n.)”, a trecerii ireversibile a timpului, poetul caută un ideal al simplității: “Dacă aș/ trăi infinit pe pământ/ lângă o femeie, mi-ar/ fi de ajuns dacă, în/ vinul ploii, mi-aș/ întinde, din când în/ când, cana de tablă!”, al intimității curate: “suntem/ chemați la cină, gaz-/ da își scutură gluga/ și arată masa. Văd/ pâinea, sarea și lin-/ gura!…”, al calmului și împăcării: “Întunecare, se îngroașă/ lumina plină la mușchi, în/ arborii pădurii fumegă a-/ murguri, soarele coboară/ într-o palmă deschisă de/ oboseală, mă simt răsplă-/ tit de o liniște care e/ cu putință”. Transparența merge în poezia d-lui. Claudiu Iordache mână în mână cu tăcerea: “Calculat de calmă este tăcerea”. Există și un “instrument ce intonează tăcerea” și poetul accede la “concertul” acelui instrument. Dramatismul, precaritatea existenței nu sunt eludate ci doar puse, din decență, în surdină. „Până aici/ am dansat/ pe cuțit”, spune undeva poetul, care în altă parte exclamă: “Rămână cine merită!”. Omul trece, potrivit condiției sale, “poduri lungi/ de hârtie/ înmuiate/ de ploaia/ divină”. Echilibrul nu e decît “o mică netulburare, înspre/ care tânjim”. Cel mai bine știe acest lucru delicatul fluture: “nu este un echi-/ libru amiaza, ci un armis-/ tițiu și fluturele o știe/ cel mai bine, trăind!”.
Poezia d-lui Claudiu Iordache este și o admirabilă poezie a poeziei, a scrierii, a așteptării, a negrăbirii acesteia: “dar tu,/ bătrâne penitent,/ aștepți ca să fie/ poemul!”; “La un pas îmi păreau cu-/ vintele, pentru a le potrivi pe/ coroana înaltă a poemului, dar/ mă țineam lângă liniște!”. În sfârșit poezia se aude, vine: “Mi-am a-/ tins uneltele pentru scris/ ci poezia următoare se aude/ trecând cu călcâiele moi/ pe pagina de hârtie!” Uneori poezia nu e înăuntru ci în afară, ea cade ca din cer: “Ninge./ E mirosul nopții./ Mă opresc să respir./ Poemul e în afară,/ coborât pe petice/ de hârtie”. Procesul de creație e trudnic, cere sacrificii, renunțări: “Patruzeci de porți/ se închid/ până se deschide/ poemul”. În a sa “chilie a scrisului” poetul e adeseori surprins de “pata de cerneală a orei târzii”: “Pe fila mea se lățește pa-/ ta de cerneală a orei târ- / zii, norul vremii e în de-/ clin!”.
Folosind cu încredere personificările: “Pe două tălpi/ se ridică evenimentul zilei,/ până la fereastră și îmi zice:/ contez pe mărturia ta!” poetul abuzează uneori de ele, pentru ca alteori să oscileze între facil (p.44) și prețios (p.42). De asemenea, un anume bombasticism îi periclitează nu o dată versul : “Se năruie zidul pe/ care odată își sprijinise/ fruntea, speranța”.
În general însă o neobișnuită intensitate a trăirii găsește în poezia d-lui Claudiu Iordache căi potrivite de exprimare. Interogațiile sale au de aceea gravitate, greutate: “Ce caut pe lumea/ asta în care n-am pute-/ rea să rezist năruirii?”; “Ce se întâm-/ plă cu viața mea?“ M-a/ înghiontit să mă ascund/ aici, la periferia înaltă/ a agitației omenești doar/ pentru a huli ? Rămân/ nesigur sub povara cerului întreg, în care trans-/ parența e greutatea, ascultând atent foșnetul/ stelelor, atent la invi-/ tația abia șoptită de/ a trăi!”, aspirațiile – zbucium aspru neprefăcut: “De-aș putea risi-/ pi puterea care mă înde-/ părtează de adevăr …”. În final, iată și acest credo: “În simpla învie-/ re cred, în floa-/ rea ce se ridică/ și îmi vorbește,/ în înțelegerea/ pe care o pierd/ pentru a mă ului,/ înfricoșat de a-/ păsarea zorilor/ care vin să-și / sape vremurile/ acum, pe pământ”
3. Dicționarul General al Literaturii Române: „România Pierdută reia tradiția eseistică interbelică printr-o constatare a cărei amărăciune lasă în urmă până și cele mai dureroase afirmații ale lui Emil Cioran. Asemenea unui clinician care, trecând în revistă simptomele unei boli necruțătoare, întârzie asupra consecințelor morbide ale acesteia cu o minuțiozitate care ar eșua în cinism dacă nu ar fi susținută de o pasionalitate explozivă și molipsitoare.”
4. Magdalena Bedrosian, director Editura „Cartea Românească: „Oameni fără eternitate, Faraonul, Piramida, Biblioteca, Diaspora… proze de sondaj al adâncurilor psihice intersectate de notații ale concretului actual duse până la vehemență, sau alegorii transparente ale unui sistem concentraționar, apăsător până la sufocare, manuscrisele lui Claudiu Iordache descriu condiția insului de excepție într-un univers care refuză și ostracizează tot ce i se opune. Frazarea abundentă, vertijul inovațiilor lexicale, rupturile de spațiu și timp, trecerile în cascadă de la inventarul obiectual la considerații de maximă generalitate sociologică și politică le conferă acestor proze o specificitate aparte, în care rigorile epicului se aliază cu impetuozitatea poematicului.
Condițiile din ce în ce mai restrictive care au dus, după 1983, la eliminarea încă din start a anumitor tipuri de scriituri, au făcut ca manuscrisele lui Claudiu Iordache să nu poată participa la concursurile de debut ale editurii, altfel decât prin operarea unor grave amputări și manipulări, cu care nici redacția, nici autorul nu au fost de acord.
De aici înainte, publicarea romanelor lui Claudiu Iordache devine nu doar posibilă, dar și necesară. Perseverent și productiv, dotat cu acea încredere în sine plină de orgoliu și modestie care îl obligă să-și ducă încă o dată și încă o dată până la capăt lucrul, chiar în absența confirmării publice, vitală pentru un tânăr autor, Claudiu Iordache se dovedește, prin ceea ce a realizat până acum și prin exigența morală care îi prezidează creația și atitudinea, un scriitor adevărat.” 
5. Ion Cristoiu: „Claudiu Iordache e unul dintre liderii revoluției de la Timișoara. Intuind capitalul moral-politic pe care i l-ar putea aduce, Ion Iliescu l-a atras în partidul său. Poet, nu numai în scris, dar și în viață Claudiu Iordache n-a mai putut suporta politicianismul cinic al colegilor săi de așa-zisă luptă pe altarul patriei. S-a retras printr-o demisie care a uluit. Viața politică din încropeala noastră democratică ne obișnuise cu oameni care dau năvală spre putere, nu cu cei care o părăsesc din scrupule morale. Claudiu Iordache are, așadar, o biografie extrem de interesantă pentru cei obsedați de a afla secrete din timpul Revoluției și după aceea… Desigur, Claudiu Iordache ne povestește și își povestește experiența legendarei izbucniri de la Timișoara. O face însă ca un poet. Și nu ca un poet oarecare, ci ca un mare poet. Mare și dezamăgit.”
6. Mihai Sin: „De ce mi se pare această carte deosebită? Pentru că extrem de rar un autor autohton a reușit să aibă o privire cuprinzătoare europeană și mondială, ba și mai rar a reușit să ne convingă că are o viziune personală, lipsită de complexă, asupra mișcărilor semnificative din lumea de astăzi și, în același timp, “fondul” românesc să fie prezent.”
7. Nicolae Lotreanu: „Sunt oameni capabili să sufere pentru neputința celorlalți de a-și asuma suferința, dar sunt și oameni a căror suferință acoperă întreg destinul tragic al unui neam. Ei sunt oglinda și avertismentul, vii, ale poporului care i-a zămislit. Claudiu Iordache este unul din aceste spirite rare… Și pentru că nu se poate împăca nici cu sine, cel care a devenit unul din personajele simbol ale Revoluției de la Timișoara nu se poate împăca nici cu lumea, iar “gâlceava” lui este aceeași cu a “părinților fondatori ai culturii noastre naționale…”
8. Dr. Mircea Chelaru: „Nu este ușor să citești o carte scrisă de Claudiu Iordache! Mai ales când ești pus sub apăsarea unui titlu cu interogație alternativă. Dar este și mai dificil să înțelegi taina resorturilor ascunse în acest Om, care-i dau puterea să scrie astfel… L-am urmărit atent în evoluția sa recentă și mărturisesc că descopăr, de fiecare dată, o altă persoană, dar care aparține aceleiași conștiințe, lucide și dureroase. Învățasem cândva că luciditatea este izvorul dramei, al căutării fără de sfârșit și în consecință este incompatibilă cu fericirea.
Adesea am negat valabilitatea unor aforisme de raft, bune mai mult pentru extravaganțe docte cu mare încărcătură de epatare. Se pare că în cazul lui Claudiu Iordache luciditatea este unica stare de existență, asuprindu-se pe sine cu ultima pedeapsă: remușcarea! El își refuză fericirea privată. Și se acuză de a nu fi vegheat cu ochiul lui Argus asupra istoriei la care s-a făcut părtaș. Recunoaște că a fost dintre aceia care “au făcut istoria fără a ști ce istorie fac!”
Dacă aș fi conceput această prefață prin comentariu simultan cu parcurgerea cărții, cu siguranță abordarea mea ar fi fost cu mult diferită. Dar am avut curiozitatea să mă duc până la capăt. Și acolo am dat de resemnare… acolo am dat peste amurgul rebelului însingurat obosit de atâta plâns cu lacrimi de sânge. Și m-am reîntors, ca dintr-o călătorie năucitoare, pregătit ca pentru o ceremonie a inițierii…
Obosit de atâta adevăr de plumb, mi-am căutat refugiul în afara gândurilor, devenite copleșitor de triste. Am încercat să accept torentele de contestație impunându-mi regula simplității, a decantării senine, chiar indiferente, pentru a putea face diferența între construcția voit calculată și șarjele de trăire nudă. Intrasem însă într-o uriașă încăpere invadată de florile de mucegai ale timpului în care “românii suferă ca și cum suferința lor ar fi maxima dovadă când se neclintesc în dinamica dezlănțuită a lumii”. Eram în fața unui supliciu al conștiinței de sine care îmi făcea dovada vinovăției noastre colective.
Întoarcerea în trecutul recent pe care ne-o impune Claudiu Iordache contorizează timpul existenței noastre reziduale. Este o călătorie în gaura neagră a descompunerii noastre morale. Imagini halucinante. Reluate sacadat și trist pentru a fi scrijelite în memoria noastră prostituată. Zidiți în durere, ne refugiem mai mereu în mituri consumate, iar voința ne este paralizată de lașitatea publică. Pentru a reclădi această Românie ne-ar trebui un imens recycle bin, un tomberon social la care să aruncăm toate dedublările unei societăți în descompunere. Pentru autor, România este asemenea unui grajd burghez în care aleșii sunt nevrednicii noștri cu care ne-am obișnuit, canaliile noastre cu existență de hambar “în care poți arunca totul sau uita totul”. România este diurna pleșcarilor, care ne conjugă viața cu dispreț numai la timpul trecut. Iată de ce “părem a fi țiganii propriei noastre țări. România este șatra noastră, pe care “alogenii” noștri o luminează, până foarte departe, cu ferocitatea lăcomiei lor infinite!”
Strigătul de revoltă devine tragic atunci când constată că noua clasă pleșcărească este consumatoarea sufletului revoluției române, uzurpatoarea de fapt a legitimității unui popor întreg. El știe că națiunea română a ațipit pe un colț de istorie, iar a o face să reînvie este o chestiune de miracol. Pentru că România încă mai este o țară cu mintea ocupată! Pentru că și astăzi, sau poate astăzi mai mult ca oricând, în România doar canaliile sunt harnice! Numai ele trudesc la dezastrul tuturor. România de astăzi, o continuă sărbătoare a tâlharilor!
Discursul acuzator iese din constatare și aduce în fața judecății noastre un tablou al rușinii care ne încearcă: “cine a ajuns o singură dată acolo, sus, știe cât de greu te poți menține, chiar și cu batista la nas. Mărunta fojgăială a mediocrităților, a complicilor ce se înțeleg asemenea viermilor năpustiți în carnea muribundă, seceta de virtuți, de caractere, limbajul grosier, mirosul de grajd post-decembrist, absența elitelor morale (oameni de spirit, oameni de suflet, oameni de cultură, căptușiți cu doctorate și cu diplome care se vând pe bani) buna învoială între tâlhari și tâlhăriți, cheful de trădare și de vânzare, formula-lege: ”Fiecare are un preț”, familia mafiot-dâmbovițeană, în care toți se simt simultan descoperiți și acoperiți, traficul de lăcomii, schimbul de vicii, cheful comun pentru parvenitism, concupiscența protipendadei, consimțământul la furt și la crimă”.
Claudiu Iordache ne dă și explicația funcției acestei pecingini sociale. Pe lângă faptul de a fi un popor contemplativ și cu o moralitate îndoielnică, ne-am căpătuit și cu una dintre cele mai corupte și putrede clase de parveniți din întreaga Europă! Explicabil, în consecință. Așa a fost posibil să se încuibeze politicianismul cosmopolit secondat de mimeții unei oculte guvernamental-masonice, ineficientă și haotică. Aceștia, mânați de orgolii stupide au abandonat orice preocupare națională supunându-se directivelor congregației. Rămâne ca argumentele viitoare să întregească această prezumție, deloc de neglijat, cu același discernământ atent cu care ne-a obișnuit autorul.
Tot astfel ne putem explica de ce am ajuns țara cu cele mai ieftine prostituate, cu cei mai numeroși șuți și cu justiția cea mai “expeditivă”. Pentru că în această țară pe care o invocă, penibil, tocmai cei care au supus-o jafului total, orice rațiune a rușinii a înghețat în siberii de conștiință… În această țară s-au molfăit idealurile și au fost scuipate ca pe o “ciungă”, coborând ideea de națiune într-o văgăună a agoniei. Suntem forțați să trăim, de pe azi pe mâine, după renumita zicală a capului plecat. În această lume descompusă am ajuns atât de jos încât până și un mușuroi de furnici ni se pare un munte. De altfel, sentința autorului este axiomatică: “nu rabdă timpul o națiune care nu-și mai ară orgoliul. Jaful fără pedeapsă la care e supus România de către cei ce par a o locui cu chirie este, poate, ultimul efect al decăderii sale”.
Cumplită realitate! Citesc și încerc să mă încurajez. Am în fața ochilor o evadare rebelă dintr-un convențional stâlcit. O imensă paradă de impostori fac din rutină marșul funebru al ultimului drum către nimic… Morala este ca un Iov spălat pe picioare de ziua ipocriziei naționale în care toți nemernicii se pocăiesc. Fără voia noastră trăim subliminal în psihologia complexului lui Oedip. Hăitași politici ne înghesuie în lagărul de ostatici fără identitate pentru că ei ne-au cumpărat deja numele. “Țara noastră pare colonizată de către un trib rezidual al istoriei, în care demnitatea celor atât de rari se lasă înecată în mlaștina celor atât de mulți. Omul-mulțime al românilor este o funcție fără geniu a unei supraviețuiri în neștire. Căci aici am ajuns! De la inocența de sine la neștirea de sine. Până la ura de sine mai este un pas, pe care-l fac deja cei care nu se mai suportă trăind, în țara lor de baștină, o fatalitate nevindecabilă”. A început execuția României!
Când am citit prima dată titlul cărții l-am considerat un simplu joc stilistic, o antinomie de efect scriitoricesc. Apoi mi-a atras atenția că în această carte totul este prezentat cu o rigoare inginerească, iar joaca de-a cuvintele este o nevinovată impresie a cititorului. Am căutat argumentele care ar susține cea de-a doua parte a titlului. Am recitit paragrafe întregi încercând să descopăr resursa minimă pentru o Românie de reconstruit așa cum voia autorul să ne sugereze că se poate. Dacă nu am reușit noi, care avem pretenția unei robuste construcții optimiste, poate o faceți dumneavoastră, cititorii cuminți și atenți ai aceste cărți-rechizitoriu, cu drept de beneficiu personal.
Finalul cărții este ca o grindină ropotitoare, rece și nemiloasă. El vede că în această lume decăzută, a unui destin uman biruit, singura afacere înfloritoare a rămas minciuna celor de sus. Trimiterea este directă, sarcastică dar exactă la: “nuda realitate a partidelor românești: înjghebări, devălmășii cinice, fățarnice, egoiste, mitomane și cârcotașe. Partidele românești consolidează domnia bunului plac iar când nu sunt copii oligofreni ai societății românești, devin rușinea manifestă a țării în care se află”.
Pe fondul unui discurs al schimbării radicale se are în vedere construcția unei șanse. Când sugerează că „pentru România, totul este de refăcut, căci însăși România este o credință neterminată!” Claudiu Iordache proclamă sfințenia și mesianismul generațiilor viitoare. Dar nici măcar acest gen de speranță nu mai primește drept de rezidență înăuntrul scrutării românești. Pentru românul obișnuit timpul este o colibă. Îndemnul meu de a mai găsi calea spre o Românie de construit mi-a fost mistuit de ultima tristețe…
Am evitat cu bună știință să fac trimiteri la autorii citați pe parcursul cărții pentru a nu dilua uriașul mesaj original care poartă amprenta inconfundabilă a lui Claudiu Iordache. Unii l-au asemuit cu o Cassandră întunecată, alții l-au clasat în dosarul negru al stigmatizaților, dar eu știu că dreptul la conștiință este inalienabil, iar conștiințele lucide sunt turnesolul societăților alterate. Într-o lume educată în spiritul gudurismului, orice voce independentă și cu o personalitate puternică devine stridentă. Și imediat corul bocitoarelor de profesie merg cu jalba la împărățiile lor recunoscute pentru a o incrimina cu vădită mânie democratică. Gudurismul, această stare de supușenie indusă și acceptată de impotenții zilei, aciuați pe lângă stăpâni fabricați, iată calea spre mare performanță a realizărilor personale meschine și trădătoare! Toți se gudură pe lângă stăpân. Și le place. De aceea elita românească a mers atât de departe în uzurparea propriilor obligații.
În această carte vă veți întâlni cu un Claudiu Iordache răstignit de tâlharii cocoțați pe cruce, doar pentru a ne scuipa de sus și a ne înjura cu cuvinte biblice. Claudiu Iordache este un pelerin al pustiului românesc, este cel care a dat sentința condamnării noastre.
Unde facem recurs?”
9. Igor Butnaru: (ISUS S-A NĂSCUT LA TIMIȘOARA) La 16 decembrie, după amiaza, acum exact cinci ani, la Timișoara s-a născut speranța românilor în adevăr și libertate. Anume această zi și oră din anul acesta a ales Claudiu Iordache, unul dintre liderii revoluției de atunci, pentru lansarea în Capitală a cărții sale despre zilele în care orașul-martir și-a urcat Golgota spre nemurire în istoria românilor. Este mai mult decât „litania unui dezamăgit” – cum își intitulează chiar autorul capitolul de început al cărții. Și chiar mai mult decât un rechizitoriu al furiilor speranței unei întregi națiuni. Este Răstignirea sa spre izbăvire, care, Doamne, pare tot mai de neîmplinit.
Totul e adevărat. Totul este dramatic, dureros, ca o rană deschisă. Citiți capitole ca „Ucide, dară fără să curgă sânge”, „Să ne temem de Brucan”, „Vă acuz de politică antiunionistă!”, „Caracatocrația”, „Salvați România” … și veți înțelege de ce Iisus s-a născut la Timișoara, în Decembrie 89.
O carte dedicată „tuturor frumos veniților în Revoluția din Decembrie, precum și memoriei lui Călin Nemeș”.
„Claudiu Iordache este o conștiință verticală, condiție asumată și validată în împrejurări istorice dramatice, din acelea care constituie pietre de hotar în existența unui neam și a istoriei sale. Și tocmai de aceea este ținta mușcăturilor veninoase ale celor care s-au situat la polul opus, în tagma celor fără nici un Dumnezeu. Și asta pentru că acest om, această conștiință reprezintă pentru aceștia mai mult decât un reproș permanent, constituie un pericol letal prin trezirea și menținerea trează a conștiințelor.” 
10. Prof. Dr. Miodrag Milin: „Cu diplomă, fără diplomă, dl. Claudiu Iordache știe mai multă carte decât o facultate întreagă. Să fie sănătos și el, și profesorii lui din Craiova. Dl. Iordache i-a îndatorat atât de mult pe timișoreni și pe toți românii în ‘89 încât toate studiile din lume nu-l răsplătesc îndeajuns!”
11. Corneliu Vlad, ziarist: „A mai apărut o carte, densă și tensionată, despre starea de fapt și soarta României. O carte care nu poate fi citită pe nerăsuflate, oricât de pasionantă și tulburătoare ar fi ea. La puține alte lecturi am simtit nevoia să mă opresc după câteva pagini, paragrafe sau chiar fraze pentru a-mi lua răgaz și a mă reculege. “Omul de mlaștină”, cartea lui Claudiu Iordache, nu este o lectură obișnuită, comodă, deconectantă, ci un text răvășitor.  O carte despre neamul celor care simt, sau cred că simt, sau pretind că simt, românește. O carte despre România, ba nu, despre ce-a mai rămas din România după 25 de ani de la Revoluția ce ar fi trebuit să-i înceapă o nouă, o altă istorie (Revoluția Română fiind de fapt “accident fericit al istoriei sale”). Între cei dintâi, și nu doar cronologic, revoluționari de atunci, Claudiu Iordache a hotărât să se dăruiască total și pentru totdeauna visului, rămas neîmplinit, al Revoluției  Române, până la a deveni, prin aceasta, prezență distinctă, chiar emblematică, în viața publică românească."

TEATRU 
Într-un Tomis întârziat
12. Leopoldina Bălănuță: Impact tulburător, citirea pieselor lui Claudiu Iordache! Strigăt lucid, nepătimaș, al unui suflet aureolat de conștiința de a fi și de a rămâne de partea artei ce adaugă istoriei transfigurare…  Dacă această piesă ar fi apărut pe scenă atunci când a fost scrisă, poate că ar fi determinat un adaos de putere sufletelor noastre, îndemnându-le să se ridice împotriva exilului Artei. Și drept ar fi ca piesele sale să urce pe scenă, spre onoarea artei teatrale românești…
13. Alexandru Darie: În toamna anului 1987, doamna Leopoldina Bălănuță îmi oferă textul unui necunoscut, o piesă, spunea Domnia-sa, scrisă special și care îi era dedicată. „Lămpașul”, de Claudiu Iordache. L-am deschis cu neîncredere. După câteva pagini eram pur și simplu bulversat. Năvălea peste mine o lume plină de forță și rigoare artistică, scrisă cu sânge. O tulburătoare parabolă a morții, a unor suflete mutilate de nepăsarea și frigul din jur, un strigăt disperat de deznădejde! Câtă simplitate, câtă sinceră poezie! Și mai ales, ce curaj! Curajul de a vorbi limpede despre singurătatea fiecăruia dintre noi, de a fi realist cu mijloacele suprarealismului, curajul de a face metafizică și de a avea mister, Kafka și Dostoievski într-o realitate orwelliană…
14. Theodor Mănescu, dramaturg: Teatrul Mic a înaintat textul piesei „Într-un Tomis întârziat” la comisia CC al PCR, profesorului Ion Ardeleanu, de la care nu s-a primit răspuns, iar în comisia ideologică a CC al PCR piesa a fost condamnată, pe baza argumentelor lui Paul Tutungiu, în prezența lui Petru Enache, Suzana Gâdea, Tamara Dobrin, Mihai Dulea, și apărată de Dinu Săraru.